# Chicago (chanson de Michael Jackson)
Pour les articles homonymes, voir Chicago (homonymie).
Singles de Michael Jackson
Love Never Felt So Good Loving You
Chicago est une chanson de Michael Jackson écrite par Cory Rooney en 1999 et qui a connu différentes adaptations par Timbaland et Taryll Jackson.

## Composition
La chanson a été initialement écrite par Cory Rooney sous le titre She Was Lovin' Me. Jackson a enregistré le titre au studio d'enregistrement The Hit Factory à New York pendant les sessions d'enregistrement de l'album Invincible entre fin mars et mi-avril 1999.
Le titre n'a finalement pas été sélectionné pour Invincible et est resté inédit et inaudible pour le public pendant 15 ans. Après la mort de Michael Jackson en 2009, Rooney a collaboré avec son neveu, Taryll Jackson, sur une nouvelle production en 2010.
En 2014, le titre a été retravaillé une nouvelle fois, cette fois par le producteur Timbaland. La version de Timbaland du morceau a finalement été incluse sur le deuxième album posthume de Jackson, Xscape, sous le titre Chicago. Le titre original de Jackson est quant à lui présent sur le CD2 de l'édition Deluxe d'Xscape. Neuf mois avant la sortie officielle de Xscape, Timbaland a fait naître des rumeurs selon lesquelles Chicago allait être le premier single du projet, mais ce ne sera finalement pas le cas, Love Never Felt So Good sera le premier single de l'album.
La chanson est sortie le 5 mai 2014 sur Sony Entertainment Network en tant que single promotionnel pour la promotion de Xscape.

## Papercha$er Remix
Un remix intitulé Papercha$er Remix a été mis à la disposition de certains clients de Sony via Xperia Lounge et Music Unlimited en tant que piste 9 de l'édition standard.